# Eupatra
Eupatra, levde 61 f.Kr., var en pontisk prinsessa, dotter till kung Mithridates VI Eupator av Pontus.
Eupatra var dotter till den pontiska kungen Mithridates VI Eupator; hennes mor var en okänd konkubin.
Under upproret i Fanagoria befann sig Eupatra med sina fyra bröder: Artaphernes, Xerxes, Darius, Oxathres och hennes syster Kleopatra den yngre i en fästning som belägrades av rebellerna. På grund av rebellernas anlagda eld i närliggande träd och rädsla för eld, kapitulerade Eupatra och hennes bröder till rebellerna. Kleopatra den yngre, som gjorde motstånd mot rebellerna, räddades från den upproriska staden och återvände senare till sin far. 
Senare överlämnade rebellerna Eupatras och hans bröder till romarna. Två år senare, under Gnaeus Pompejus den stores triumf i Rom, gick Eupatras framför hans vagn med släktingar och andra fångar.
Hennes vidare öde är okänt. Besegrade fiender som visades upp i en triumffärd blev som regel antingen avrättade eller benådade.